# کراون سنتر

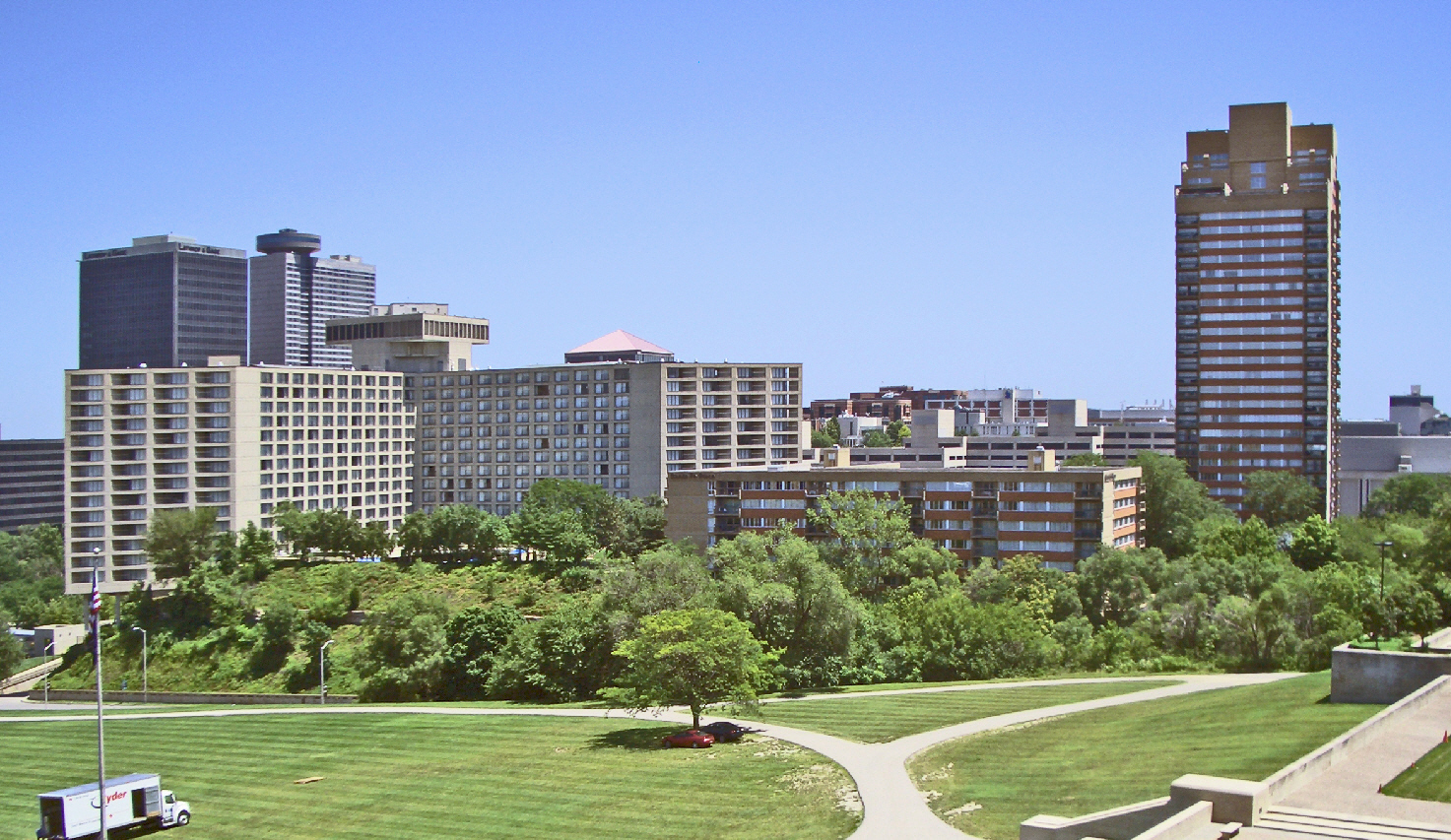

کراون سنتر (به انگلیسی: Crown Center) نام یک منطقه در شهر کانزاس سیتی در کشور ایالات متحده آمریکا است.
مرکز شرکت هالمارک کاردز و بیمارستان کودکان مرسی و نیز لیبرتی مموریال در اینجا قرار دارد.
در میان معماران بناهای این محله می‌توان هری ویس، ویکتور گروئن، ادوارد بارنز و آی ام پی را نام برد.

## نگارخانه

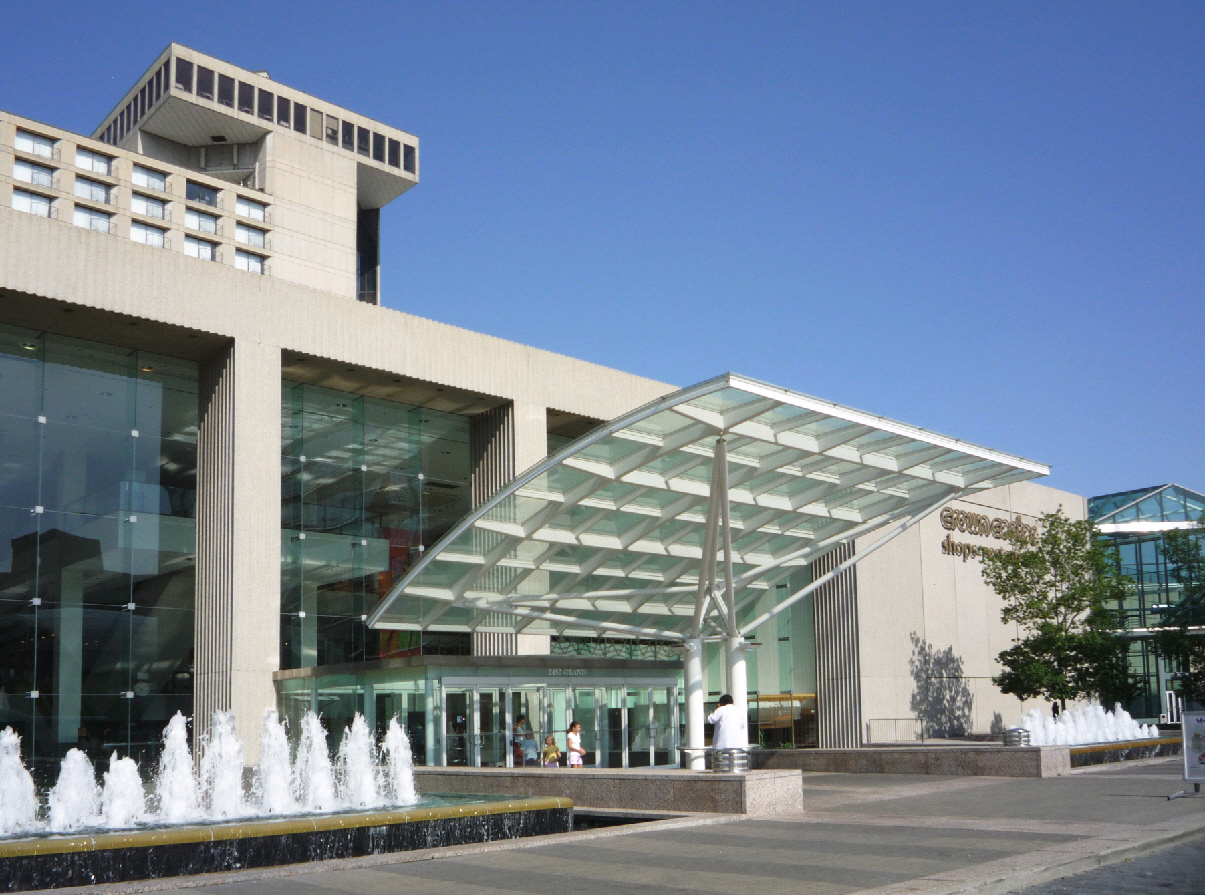
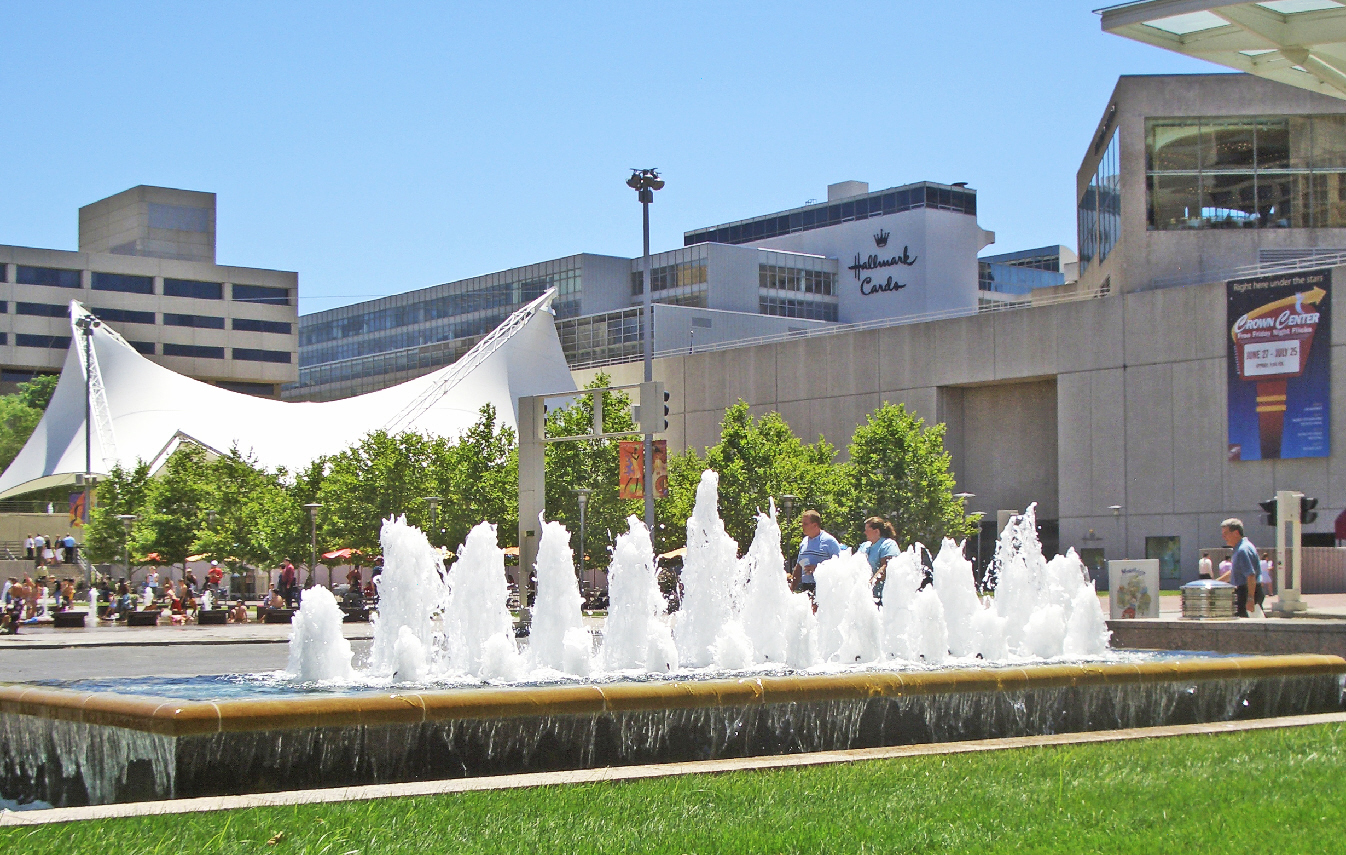
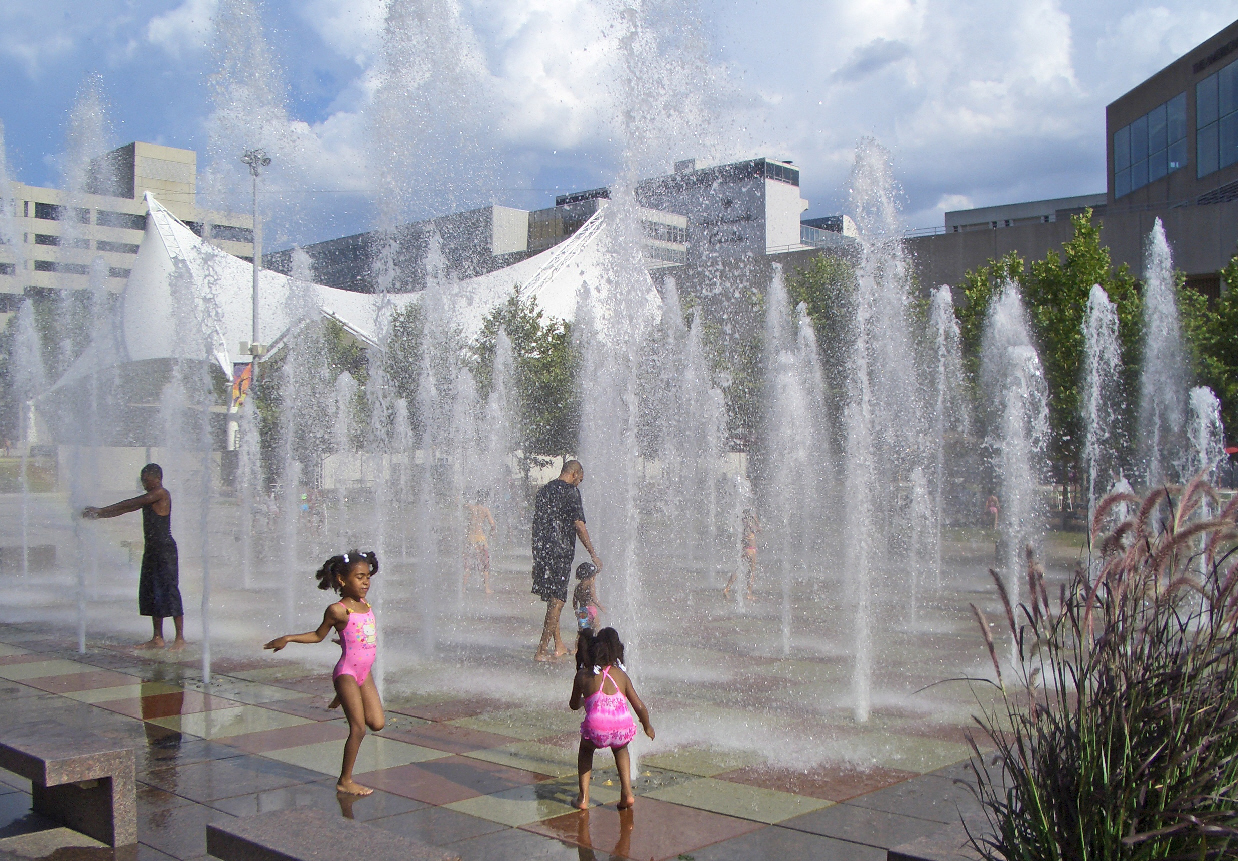
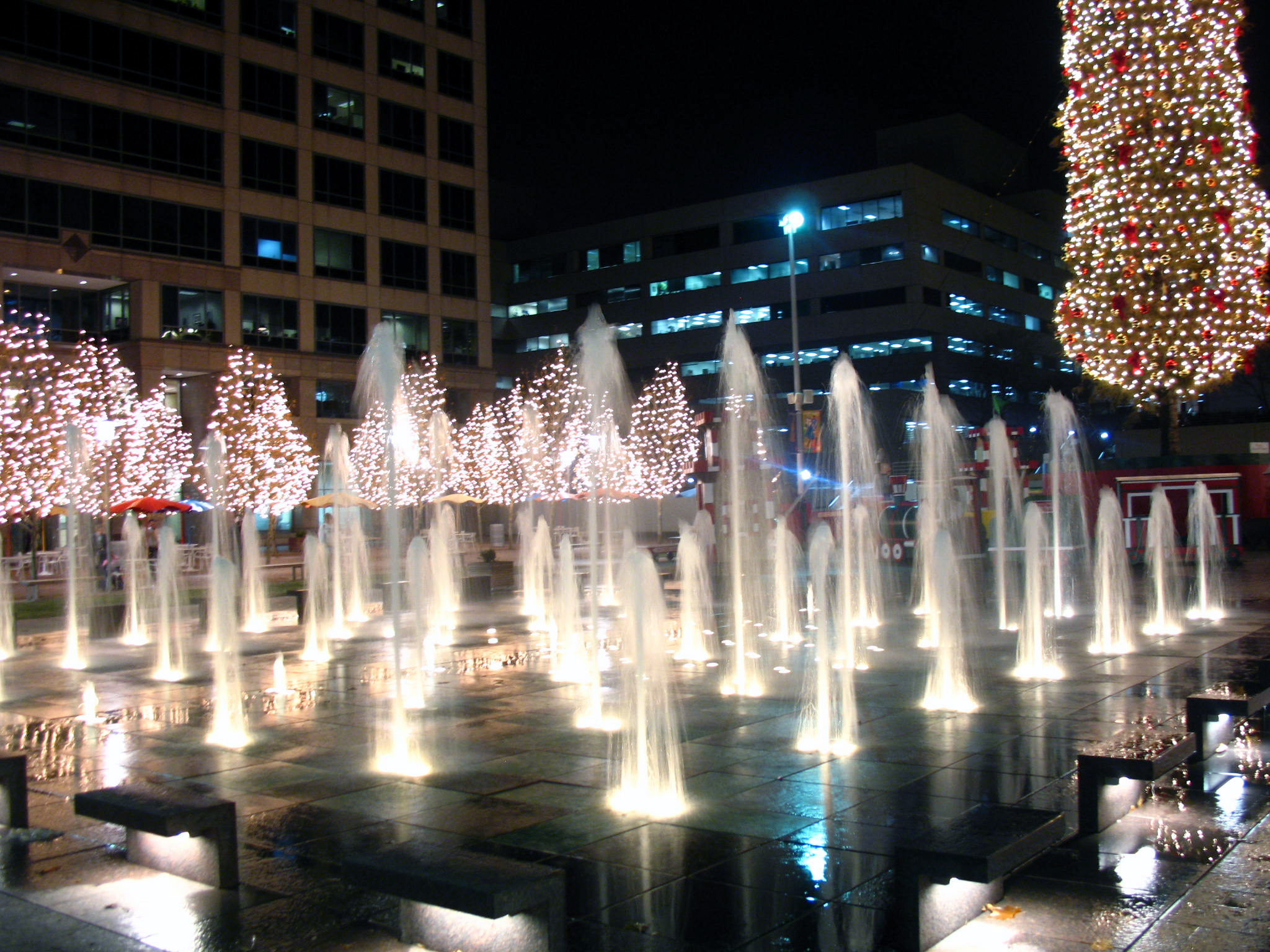
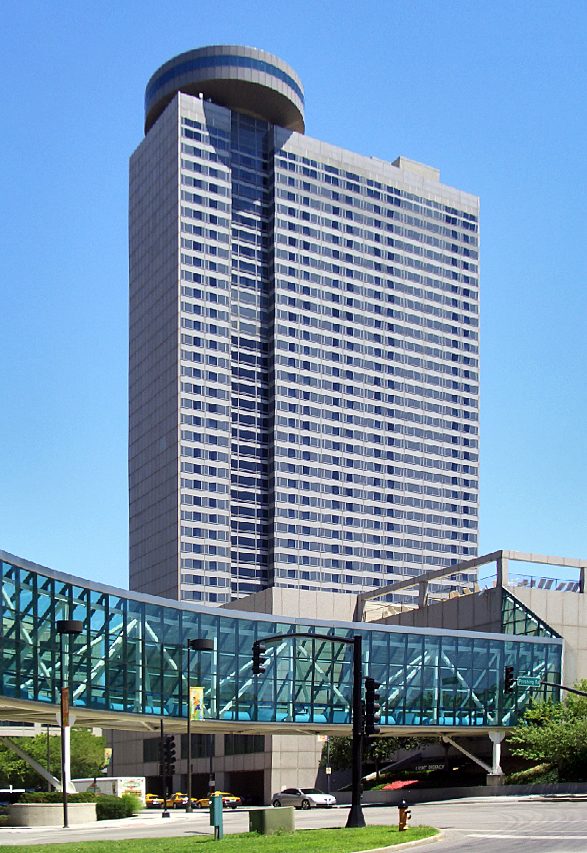
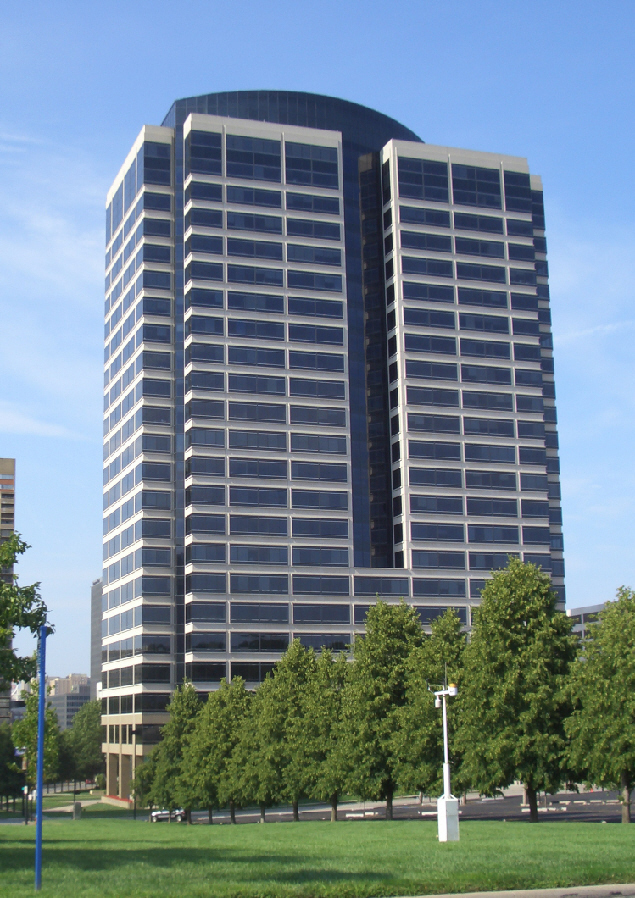
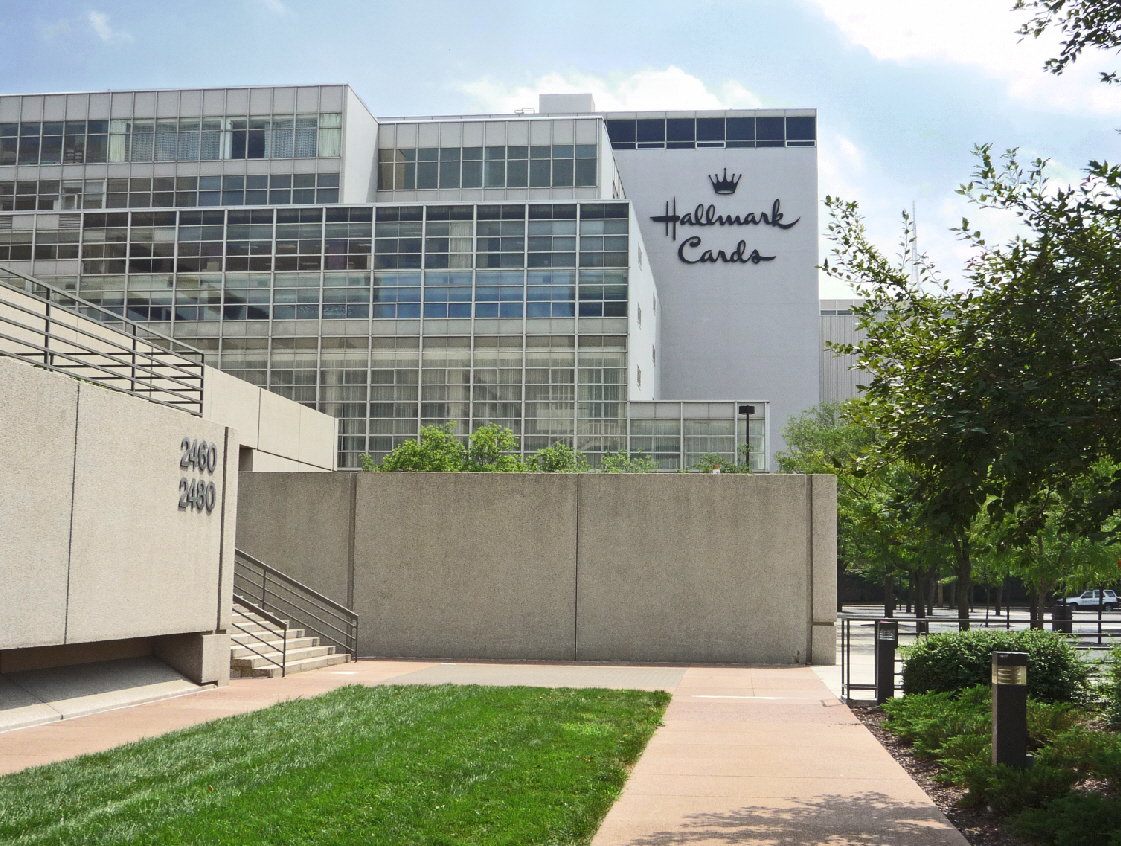
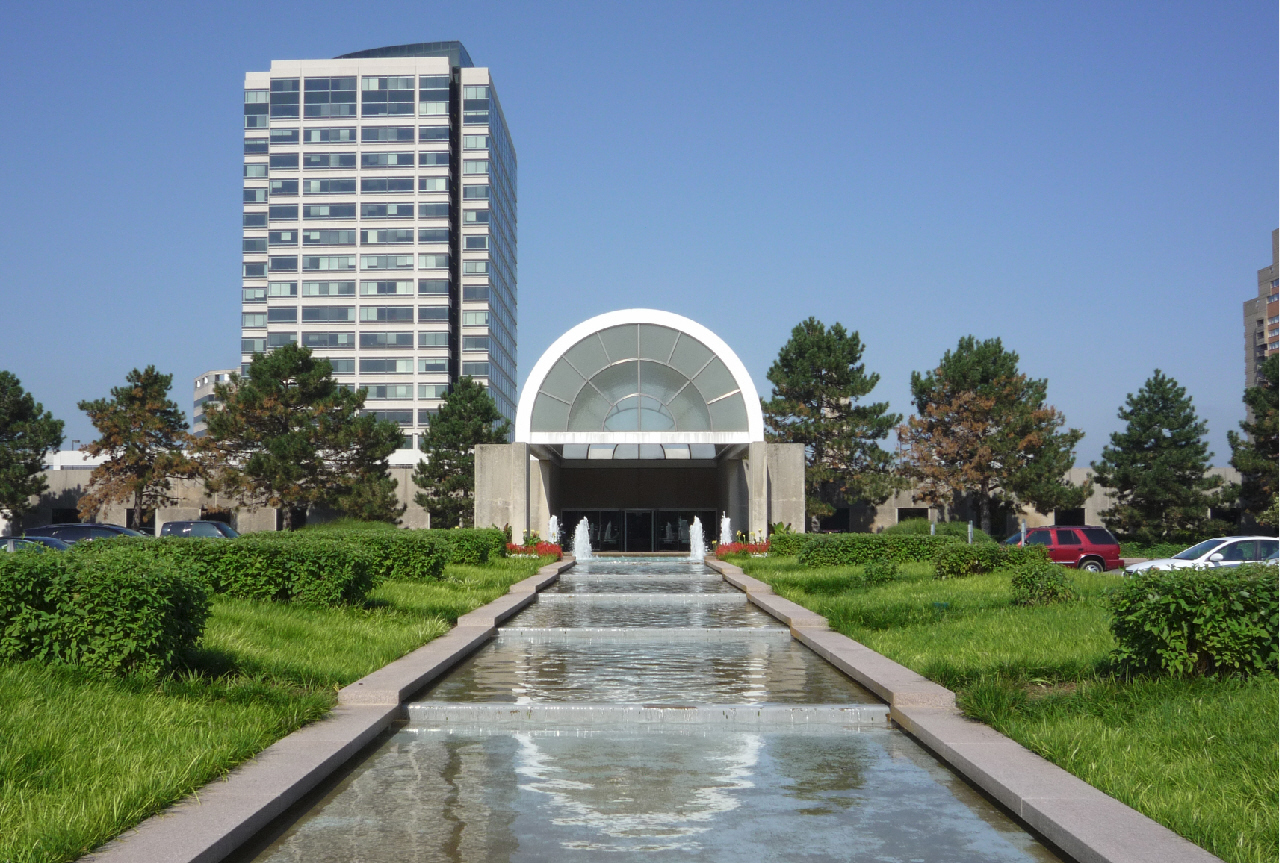